# نازنین غفار
نازنین غفار (زادهٔ ۹ ژوئن ۱۹۸۵) مجری تلویزیونی و گزارشگر آب و هوا اهل انگلیس می‌باشد. پدر و مادر نازنین هر دو ایرانی هستند. او در حال حاضر در شبکه تلویزیونی «تاک تی‌وی» اجرا می‌کند اما قبل از آن برای شبکه «بی‌بی‌سی جنوب شرقی»، شبکه تلویزیونی «آی‌تی‌وی وست» و «اسکای نیوز» نیز کار می‌کرده است.

## اوایل زندگی
غفار در تونبریج ولز کنت بزرگ شد و در مدرسه ابتدایی سنت جیمز و مدرسه دخترانه تونبریج ولز تحصیل کرد. او پس از پایان دوره‌های ابتدایی تحصیل خود برای کسب مدرک کارشناسی در کالج ریونزبورن که گرینویچ قرار داشت، مشغول تحصیل شد. پدر و مادر غفار ایرانی هستند. آنها در انگلستان با هم آشنا شده‌اند و در همان‌جا با یکدیگر ازدواج کردند و تشکیل خانواده داده‌اند.

## اجرا در تلویزیون
غفار پس از فارغ‌التحصیلی در سال ۲۰۰۶، اولین شغل خود در صنعت تلویزیون را در شرکت اندمول که در بریستول قرار داشت به عنوان یک مجری برای اجرای برنامه تلویزیونی "قبوله یا نه" به دست آورد. پس از رفتن به شبکه «آی‌تی‌وی وست» در اولین فرصتی که او در آن شبکه برای بر روی صحنه رفتن داشت، به صورت ناگهانی از او خواسته شد تا یک وضعیت آب و هوایی را گزارش کند و پس از آن گزارش او دربارهٔ نحوه صحیح اجرای گزارش‌های آب و هوایی آموزش دید و کار خود را در این بخش شروع کرد. پس از ۱۸ ماه اجرا برای شبکه «آی‌تی‌وی»، او به شهر کنت در جنوب شرقی انگلستان بازگشت تا برای شبکه بی‌بی‌سی کار کند.
در تاریخ ۴ نوامبر سال ۲۰۱۰ اعلام شد که غفار بی‌بی‌سی را ترک می‌کند تا به شبکه اسکای نیوز به عنوان مجری آب و هوا در برنامه سانرایز آن بپیوندد، و جایگزین مجری قبلی که لوسی وراسامی نام داشت، شود. او همچنین در سال ۲۰۱۲ چند پیش‌بینی آب و هوایی را برای شبکه " اخبار ۵" گزارش کرد.
در تاریخ ۲۵ آوریل سال ۲۰۲۲، غفار اسکای نیوز را ترک کرد تا در بخش هواشناسی به شبکه «تاک تی‌وی» بپیوندد.

## حواشی
در زمانی که نازنین غفار در بخش هواشناسی شبکه تلویزیونی اسکای نیوز مشغول به کار بود و مجری‌گری این بخش را بر عهده داشت بعد از اینکه یک بیننده به او گفت که کمی وزن کم کند یا اینکه از زاویه دیگری جلوی دوربین بایستد، نازنین بسیار ناراحت شد و در برنامه زنده شروع به گریه کرد. نازنین ۳۳ ساله در پاسخ به این توئیت واکنش تندی نشان داد و نوشت:
چرا وزن من به شما مربوط است؟ قبل از اینکه حرف بزنید کمی فکر کنید. شما نمی‌دانید در زندگی خصوصی من چه خبر است. و بدون توجه به وزنم من از درون همان انسان همیشگی هستم. این تنها چیزی است که اهمیت دارد.
او بعد از این هم در یادداشتی دیگر که از خود در توییتر منتشر کرد گفت:
جواب دادن به این توئیت کار اشتباهی بود و اینکه این ماجرا او را به گریه انداخت بسیار تأسف‌بار است.

## زندگی شخصی
غفار در تاریخ اوت سال ۲۰۱۶ با یک خبرنگار بی‌بی‌سی به نام چارلی رز ازدواج کرد.